# Althorpe
Althorpe est un village et une ancienne paroisse civile du Lincolnshire, en Angleterre.